# Deutsche Schwimmmeisterschaften 1895
Die 12. Deutschen Meisterschaften im Schwimmen fanden vom 6. bis 8. Juli 1985 am Main in Frankfurt zwischen der Obermainbrücke und Gerbermühle statt; ausgerichtet vom Ersten Frankfurter Schwimm Club (EFSC) in Zusammenarbeit mit Poseidon Frankfurt und Germania Frankfurt. Es wurde eine Strecke von 100 m sowie 1500 m geschwommen. Zudem fanden Vorläufe (ohne Meisterschaft) in Tauchen, 150 m Rücken und 500 m Brust statt. 
| Disziplin       | Name         | Verein             | Zeit        |
| --------------- | ------------ | ------------------ | ----------- |
| 100 m Freistil  | Eugen Wolf   | EWASC Wien         | 1:02,4 min  |
| 1500 m Freistil | Fritz Kniese | SC Borussia Berlin | 32:49,0 min |